# فيتور هوغو دوس سانتوس
فيتور هوغو دوس سانتوس (بالبرتغالية: Vitor Hugo dos Santos‏) هو منافس ألعاب قوى برازيلي، ولد في 1 فبراير 1996 في ريو دي جانيرو في البرازيل.

## وصلات خارجية
- فيتور هوغو دوس سانتوس على موقع الاتحاد الدولي لألعاب القوى (الإنجليزية)
- فيتور هوغو دوس سانتوس على موقع أوليمبيديا (الإنجليزية)
- فيتور هوغو دوس سانتوس على موقع اللجنة الأولمبية البرازيلية (البرتغالية)